# ОШ „Слободан Секулић” Ужице
ОШ „Слободан Секулић” Ужице почела је са радом 1976. године као пета по реду основна школа у граду, а пошто није има своју зграду била је „подстанар” у Основној школи „Душан Јерковић”.
Од 1978. године уселила се у нову модерну зграду у МЗ Крчагово. Број ђака током деведесетих година прошлог века био је у константном порасту, чак до цифре од 1400 ученика. У школи постоји Ученичка задруга „Младост”, школски лист „Петица”, школа има своју химну, постоји традиција у хорском певању, фолклору инклузивном приступу у настави, итд. 
До 2014. године у оквиру школе радило је Издвојено одељење у Љубању, које је затворено због немања деце.

## Библиотека
Школска библиотека садржи лектиру, белетристику, стручну литературу, часописе и сл. Правила коришћења услуга школске библиотеке регулисана су посебним Правилником. До сада је у нашој библиотеци каталошки обрађено преко 11000 књига.